# Claudio Magris
Claudio Magris (Trieste, 10 de abril de 1939) es un escritor italiano, traductor y profesor de la Universidad de Trieste.

## Biografía
Su abuelo materno, Francesco de Grisogono, fue un conocido matemático y filósofo. Magris es hijo de un empleado de seguros y una maestra de escuela primaria. Se graduó en 1962 como germanista en la Universidad de Turín; tras pasar un periodo en la Universidad de Friburgo, fue profesor titular de Lengua y Literatura Germánicas en la Universidad de Turín (1970-1978) y actualmente es profesor de la Facultad de Filosofía y Letras de la Universidad de su Trieste natal, si bien ha sido invitado a dar un curso anual en París. Estuvo casado con la escritora Marisa Madieri (Fiume, 1938-Trieste, 1996), fallecida por cáncer. Publicó su primer libro con 22 años, una refactura de su tesis doctoral que le hizo sin embargo famoso y marcó su obra: Il mito asburgico nella letteratura austriaca moderna («El mito habsbúrgico en la literatura austríaca moderna»). Fue senador entre 1994 y 1996. Su obra se inspira en el mito de la frontera para explicar los más urgentes problemas de la identidad contemporánea.
Sus estudios han contribuido a difundir en su país natal el conocimiento de la cultura centroeuropea. De sus relatos, frecuentemente de factura mixta e indefinida entre lo narrativo, lo ensayístico y el libro de viajes, sobresalen: Conjeturas sobre un sable (1984), El Danubio (1986), considerada su obra maestra; Otro mar (1991), Microcosmos (1997) y A ciegas (2005). En varias de sus obras ha ayudado a conocer la ciudad de Trieste y su entorno.
Como ensayista y gran lector se ha interesado, ente otros, por la obra de Joseph Roth, Robert Musil, E.T.A. Hoffmann, Henrik Ibsen, Italo Svevo, Hermann Hesse y Jorge Luis Borges. Es columnista habitual en destacados diarios europeos, con asiduidad desde hace décadas en el Corriere della Sera, y ha traducido al italiano a Henrik Ibsen, Heinrich von Kleist y Arthur Schnitzler. A su vez, su obra ha sido traducida al español principalmente por la editorial barcelonesa Anagrama, por dos creadores, J. Jordá y sobre todo J. Á. González Sainz. 
Aparte del Premio Strega (1997), el más importante de las letras italianas, y el Erasmus de Países Bajos (2001), obtuvo el premio periodístico Juan Carlos I por su artículo «El titiritero de Madrid», publicado en el Corriere della Sera. Fue nombrado Cavaliere di Gran Croce Ordine al mérito de la República Italiana (2002). Ha obtenido también la medalla de oro del Círculo de Bellas Artes de Madrid (2003) y fue galardonado con el Premio Príncipe de Asturias de las Letras en 2004, por considerarse que «encarna en su escritura la mejor tradición humanista y representa la imagen plural de la literatura europea al comienzo del siglo XXI. Una Europa diversa y sin fronteras, solidaria y dispuesta al diálogo de culturas. En sus libros muestra Magris, con poderosa voz narrativa, espacios que componen un territorio de libertad, y en ellos se configura un anhelo: el de la unidad europea en su diversidad histórica». Investido doctor honoris causa por la Universidad Complutense de Madrid, el 24-II-2006, se le ha galardonado con el Premio Viareggio 2007 por La storia non è finita.
En 2009 se le ha galardonado con el Premio de la Paz del Comercio Librero Alemán. En 2014 fue nombrado ganador del Premio FIL de Literatura en Lenguas Romances, premio concedido en Guadalajara (México) el 1 de septiembre de 2014.

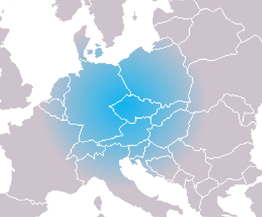
Europa Central.

## Obra

### Teatro
- Stadelmann. 1988.
- La exposición, Barcelona, Anagrama, 2003 (or. La mostra, Milán, Garzanti, 2001).
- Así que usted comprenderá, Barcelona, Anagrama, 2007 (or. Lei dunque capirà, 2006), monólogo sobre el mito de Orfeo y Eurídice.

### Ensayos
- Il mito asburgico nella letteratura austriaca moderna (1963), reelaboración de su tesis doctoral.
- Wilhelm Heinse (1968).
- Lejos de dónde: Joseph Roth y la tradición hebraico-oriental, Pamplona, Colección Cátedra Félix Huarte / Eunsa, 2002 (or. Turín, Einaudi, 1971).
- L'anarchico al bivio. Intellettuale e politica nel teatro di Dorst (Turín, Einaudi, 1974). Con Cesare Cases.
- L'altra ragione. Tre saggi su Hoffmann, 1978.
- Dietro le parole (Milán, Garzanti, 1978).
- El anillo de Clarisse: tradición y nihilismo en la literatura moderna, Barcelona, Edicions 62, 1993 (or. L'anello di Clarisse, Einaudi, 1984).
- Utopía y desencanto. Historias, esperanzas e ilusiones de la modernidad, Barcelona, Anagrama, 2004 (or. Utopia e disincanto, 1999). Ensayos 1974-1998.
- Danubio, Anagrama, 1988, traducción de Joaquín Jordá (or. Milán, Garzanti 1986). Premios Internacionales Antico Fattore y Bagutta.
- Ítaca y más allá, Madrid, Huerga y Fierro, 1989 ISBN 978-84-8374-046-0 (or. Itaca e oltre Milán, 1982).
- Trieste, Valencia, editorial Pre-Textos, 2007, con Angelo Ara (or. Trieste. Un'identità di frontiera, Einaudi, 1982).
- Microcosmos, Anagrama, 2006 (or. Microcosmi, Garzanti, 1997), ganadora del Premio Strega.
- El infinito viajar, Anagrama, 2008 (or. L'infinito viaggiare, 2005).
- La historia no ha terminado, Anagrama, 2008 (or. La storia non è finita, Garzanti, 2006).
- Alfabetos, Anagrama, 2010 (or. Alfabeti. Saggi, Milán, Garzanti, 2008).
- El secreto y no, Anagrama, 2020.
- Croce del Sud. Tre vite vere e improbabili, Mondadori, 2020.

### Relatos
- Conjeturas sobre un sable (or. Illazioni su una sciabola, Garzanti, 1984).
- Otro mar, Barcelona, Anagrama (or. Un altro mare, Garzanti, 1991)
- Il Conde, 1993.
- Le voci, 1995.
- A ciegas Barcelona, Anagrama, 2006 (or. Alla cieca, Garzanti, 2005).
- Non luogo a procedere, 2015
- Tiempo curvo en Krems, Anagrama 2021.

### Artículos
- Desplazamientos, Pamplona, Revisiones 01 (revista de crítica cultural), 2005. ISSN 1699-0048
- Instantáneas, Anagrama, 2017.

## Premios y distinciones
- Premio Bagutta por Danubio (1987)
- Premio al mejor libro extranjero en la modalidad de ensayo por Danubio (1990)
- Premio Strega por Microcosmos (1997)
- Premio Erasmo por el conjunto de su obra (2001)
- Miembro de la Academia de las Artes de Berlín (2001)
- Caballero gran cruz de la Orden del Mérito de la República Italiana (2001)
- Medalla de oro del Círculo de Bellas Artes de Madrid (2003)
- Premio Príncipe de Asturias (2004)
- Premio del estado austriaco para literatura europea (2005)
- Premio Walter-Hallstein (2008)
- Premio de la Paz de los Libreros Alemanes (2009)
- Premio europeo Charles Veillon en la modalidad de ensayo (2009)
- Premio Jean Monnet (2009)
- Premio FIL de Literatura en Lenguas Romances de la Feria Internacional del Libro de Guadalajara (2014).
- Premio Édouard-Glissant (2015)
- Premio Francisco Cerecedo de la Asociación de Periodistas Europeos (2017).